# イブ・ミュアヘッド
イブ・ミュアヘッド（英語: Eve Muirhead OBE、1990年4月22日 - ）は、イギリス・スコットランドの元カーリング選手。ミューアヘッド、ミューヘッドとも。2022年北京オリンピック金メダリスト。2014年ソチオリンピック銅メダリスト。2013年世界女子カーリング選手権大会チャンピオン。2007、2008、2009年および2011年の世界ジュニアカーリング選手権チャンピオン。スコットランドのパース北部にあるダンケルド (Dunkeld) ・カーリング・クラブでプレー。2022年8月、カーリングから引退。

## 経歴
2007年
ミュアヘッドが初めてカーリングの国際的な舞台に登場したのは、2007年にアメリカ・エベレスで開催された世界ジュニアカーリング選手権。サラ・ライドがスキップを務めるチームのサードとして出場し、金メダルに輝いた。
2008年
スキップとしてスコットランドのジュニア選手権に出場。チームを率いて全勝し世界ジュニアカーリング選手権の出場権を獲得。スウェーデンのエステルスンドで行われた世界ジュニアカーリング選手権では、決勝でスウェーデン代表を12–3で破り優勝した。
2009年
カナダ・バンクーバーで開催された世界ジュニアカーリング選手権に出場。会場は2010年バンクーバーオリンピックのカーリング会場予定地であるバンクーバー・オリンピック・センター。決勝では、開催地のカナダ代表を8–6で破り、世界ジュニアカーリング選手権を3連覇、スキップとして2連覇を達成した。
2010年
イギリス代表チームのスキップとしてバンクーバーオリンピックに出場。日本代表と好勝負を繰り広げるも敗れたが、この一戦が日本のテレビで生中継され、日本で大きな注目を集めることとなった。
2013年
ラトビアのリガで開催された世界女子カーリング選手権に出場。決勝でスウェーデンに勝利し、初優勝した。
2014年
ソチオリンピックに出場。準決勝でカナダに敗れるも3位決定戦でスウェーデンに勝利し、銅メダルを獲得した。この大会では予選リーグのアメリカ戦で五輪記録となる1回のエンドで7得点を獲得するラストショットを放った。
2018年
平昌オリンピックに出場。予選3位で決勝トーナメントに進出し、準決勝でスウェーデンに敗れ、3位決定戦では日本代表と対戦。ラストショットのミスで敗れメダルを逃した。
2022年
北京オリンピックに出場。予選3位で決勝トーナメントに進出。準決勝ではスウェーデンに延長戦の末に勝利し、決勝戦では平昌と同じく日本と対戦。勝利して金メダルを獲得した。
現役引退後はユーロスポーツでカーリングの解説、地元紙でスポーツコラムの執筆などを行う他、ジュニアレベルのナショナルチームのコーチとして後進の育成にも携わる。2023年4月23日にはロンドンマラソンに参加し、3時間25分13秒で完走した。

## 人物
- ミュアヘッド一族はカーリング一家で、イブは2世カーラー。父のゴードン・ミュアヘッド（英語版）は、世界男子カーリング選手権に5度の出場経験を持ち、1995年にスキップとして銀メダル、1999年にリザーブとして金メダルを獲得、1992年アルベールビルオリンピックにも参加している。また兄のグレン（英語版）と弟のトーマス（英語版）もカーリング選手である。
- ミュアヘッド自身はカーリングのほかにバグパイプでも世界選手権に4度の出場経験があり、またゴルフはハンディキャップ2を持つシングルプレーヤーである[16]。
- 髪の色は元々黒であるが、ファッションのために金髪に染めており、バンクーバーオリンピックでは黒と金のツートンカラーで参戦していた。
- 2020年に大英帝国勲章メンバーを、2022年にオフィサーをそれぞれ受章した[17][18]。

## 主な戦歴

### イギリス代表
- オリンピックのカーリング競技
  - 2010年バンクーバーオリンピック - 7位
  - 2014年ソチオリンピック -  銅メダル
  - 2018年平昌オリンピック - 4位
  - 2022年北京オリンピック -  金メダル

### スコットランド代表
- 世界女子カーリング選手権
  - 2009年 - 8位
  - 2010年 -  銀メダル
  - 2011年 - 9位
  - 2012年 - 6位
  - 2013年 -  金メダル
  - 2015年 - 4位
  - 2016年 - 5位
  - 2017年 -  銅メダル
  - 2021年 - 8位

- 世界ジュニアカーリング選手権
  - 2007年 -  金メダル
  - 2008年 -  金メダル
  - 2009年 -  金メダル
  - 2011年（英語版） -  金メダル

- ヨーロッパカーリング選手権
  - 2008年 - 6位
  - 2009年 - 6位
  - 2010年 -  銀メダル
  - 2011年 -  金メダル
  - 2012年 -  銀メダル
  - 2013年 -  銀メダル
  - 2014年 -  銅メダル
  - 2015年 -  銀メダル
  - 2016年 -  銅メダル
  - 2017年 -  金メダル
  - 2018年 - 6位
  - 2019年（英語版） -  銀メダル[19]

- ヨーロッパミックスカーリング選手権（英語版）
  - 2007年 - 6位
  - 2012年（英語版） -  金メダル

### ワールドカーリングツアー

#### グランドスラム
ワールドカーリングツアーにおける最高峰の大会シリーズであるグランドスラムの成績。
| 略語の説明 | 略語の説明         |
| ---------- | ------------------ |
| C          | 優勝               |
| F          | 準優勝             |
| SF         | ベスト4            |
| QF         | ベスト6・ベスト8   |
| R16        | ベスト16           |
| Q          | 予選敗退           |
| T2         | ティア2（2部）出場 |
| DNP        | 大会不参加         |
| N/A        | 開催せず           |

| 大会 / シーズン      | 2010–11 | 2011–12 | 2012–13 | 2013–14 | 2014–15 | 2015–16 | 2016–17 | 2017–18 | 2018–19 | 2019–20 | 2020–21 | 2021–22 | 通算成績 |
| -------------------- | ------- | ------- | ------- | ------- | ------- | ------- | ------- | ------- | ------- | ------- | ------- | ------- | -------- |
| マスターズ           | N/A     | N/A     | SF      | F       | Q       | Q       | Q       | SF      | Q       | Q       | N/A     | DNP     | 17-24    |
| ツアーチャレンジ     | N/A     | N/A     | N/A     | N/A     | N/A     | QF      | DNP     | SF      | DNP     | DNP     | N/A     | N/A     | 7-6      |
| ナショナル           | N/A     | N/A     | N/A     | N/A     | N/A     | DNP     | Q       | DNP     | QF      | QF      | N/A     | DNP     | 7-7      |
| オープン             | N/A     | N/A     | N/A     | N/A     | C       | SF      | DNP     | DNP     | SF      | Q       | N/A     |         | 16-7     |
| チャンピオンズカップ | N/A     | N/A     | N/A     | N/A     | N/A     | Q       | Q       | SF      | SF      | N/A     | Q       |         | 12-13    |
| プレーヤーズ         | SF      | Q       | C       | QF      | C       | C       | QF      | QF      | DNP     | N/A     | Q       |         | 34-25    |
| 勝–負                | 4-2     | 1-6     | 10-5    | 8-5     | 13-6    | 16-12   | 5-13    | 16-9    | 12-8    | 5-9     | 3-7     | 0-0     | 93-82    |

#### 旧グランドスラム
| 大会 / シーズン    | 2010–11 | 2011–12 | 2012–13 | 2013–14 | 2014–15 | 2015–16 | 2016–17 | 2017–18 | 2018–19 |
| ------------------ | ------- | ------- | ------- | ------- | ------- | ------- | ------- | ------- | ------- |
| エリート10         | N/A     | N/A     | N/A     | N/A     | N/A     | N/A     | N/A     | N/A     | DNP     |
| オータムゴールド   | Q       | Q       | DNP     | C       | DNP     | N/A     | N/A     | N/A     | N/A     |
| コロニアルスクエア | N/A     | DNP     | R16     | DNP     | C       | N/A     | N/A     | N/A     | N/A     |
| マニトバ・ロト     | DNP     | DNP     | DNP     | Q       | N/A     | N/A     | N/A     | N/A     | N/A     |
| ソビーズスラム     | SF      | N/A     | N/A     | N/A     | N/A     | N/A     | N/A     | N/A     | N/A     |

## チーム
| シーズン | スキップ           | サード                                   | セカンド                                    | リード                              |
| -------- | ------------------ | ---------------------------------------- | ------------------------------------------- | ----------------------------------- |
| 2006–07  | Sarah Reid         | イブ・ミュアヘッド                       | Barbara McFarlane                           | Sarah MacIntyre                     |
| 2007–08  | イブ・ミュアヘッド | Kerry Barr                               | ヴィッキー・アダムス                        | Sarah MacIntyre                     |
| 2008–09  | イブ・ミュアヘッド | アナ・スローン (Jr) Karen Addison (W)    | ヴィッキー・アダムス (Jr) Rachael Simms (W) | Sarah MacIntyre (Jr) Anne Laird (W) |
| 2009–10  | イブ・ミュアヘッド | Jackie Lockhart (E/O) ケリー・ウッド (W) | ケリー・ウッド (E/O) Lorna Vevers (W)       | Lorna Vevers (E/O) Anne Laird (W)   |
| 2010–11  | イブ・ミュアヘッド | ケリー・ウッド (E) アナ・スローン (Jr)   | Lorna Vevers (E) ヴィッキー・アダムス (Jr)  | Anne Laird (E) Rhiann Macleod (Jr)  |
| 2011–12  | イブ・ミュアヘッド | アナ・スローン                           | ヴィッキー・アダムス                        | Claire Hamilton                     |
| 2012–13  | イブ・ミュアヘッド | アナ・スローン                           | ヴィッキー・アダムス                        | Claire Hamilton                     |
| 2013–14  | イブ・ミュアヘッド | アナ・スローン                           | ヴィッキー・アダムス                        | Claire Hamilton                     |
| 2014–15  | イブ・ミュアヘッド | アナ・スローン                           | ヴィッキー・アダムス                        | Sarah Reid                          |
| 2015–16  | イブ・ミュアヘッド | アナ・スローン                           | ヴィッキー・アダムス                        | Sarah Reid                          |
| 2016–17  | イブ・ミュアヘッド | アナ・スローン                           | ヴィッキー・アダムス                        | ローレン・グレイ                    |
| 2017–18  | イブ・ミュアヘッド | アナ・スローン                           | ヴィッキー・アダムス                        | ローレン・グレイ                    |
| 2018–19  | イブ・ミュアヘッド | ジェニファー・ドッズ                     | ヴィッキー・チャーマーズ                    | ローレン・グレイ                    |
| 2019–20  | イブ・ミュアヘッド | ローレン・グレイ                         | ジェニファー・ドッズ                        | ヴィクトリア・ライト                |
| 2020–21  | イブ・ミュアヘッド | ヴィクトリア・ライト                     | ジェニファー・ドッズ                        | ローレン・グレイ                    |
| 2021–22  | イブ・ミュアヘッド | ヴィクトリア・ライト                     | ジェニファー・ドッズ                        | ヘイリー・ダフ                      |

※Jr=世界ジュニア選手権、E=ヨーロッパ選手権、W=世界選手権、O=オリンピック。